# Cover Me (Bruce Springsteen)
Cover Me is een nummer van de Amerikaanse rockzanger Bruce Springsteen uit 1984. Het is de tweede single van zijn zevende studioalbum Born in the U.S.A..
Springsteen had het nummer aanvankelijk voor Donna Summer geschreven. Zijn manager Jon Landau zei echter dat het nummer hitpotentie had, dus bewaarde Springsteen het voor zijn eigen aankomende album. Het nummer werd een aantal landen een grote hit. In de Amerikaanse Billboard Hot 100 werd de 7e positie behaald. In een aantal landen, waaronder het Verenigd Koninkrijk en Nederland, werd het nummer in 1985 uitgebracht. De Nederlandse Top 40 werd niet gehaald; wel haalde het nummer de 30e positie in de Nederlandse Single Top 100.
E Street Band: Bruce Springsteen · Roy Bittan · Nils Lofgren · Patti Scialfa · Garry Tallent · Steven Van Zandt · Max Weinberg
Jake Clemons · Charles Giordano · Soozie Tyrell
Voormalige leden: Ernest Carter · Clarence Clemons · Danny Federici · Vini Lopez · David Sancious
Voormalige tourmuzikanten:
Everett Bradley · Barry Danielian · Clark Gayton · Curtis King · Suki Lahav · Ed Manion · The Miami Horns · Cindy Mizelle · Michelle Moore · Tom Morello · Curt Ramm · Jay Weinberg